# 上海戏剧学校
上海戏剧学校是上海歷史上一所培养京剧演员的学校。上海戏剧学校学制为7年，主要招收10至13岁的男女學生，學生全部走读。学生家长要和校方订立合同。学生要在學校內學習功夫、昆曲，還要在戏院內演出。

## 歷史
1939年，许晓初等在上海马当路设立练功房。陈承荫任校长，瑞德宝、王益芳、陈秀华、梁连柱、吴富琴、郑传鉴、尚和玉、萧长华、李洪春、赵桐珊等曾在學校執教。學生只招收了一屆，1945年秋第一屆学生毕业后学校因经费匱乏停办。顾正秋、张正芳、张美娟、陈正薇、关正明、程正泰、王正堃、王正屏、孙正阳、景正飞、黄正勤等曾在該學校就讀。